# Agriphila tristella
Espèce
Le Crambus des tiges (Agriphila tristella) est une espèce de lépidoptères de la famille des Crambidae.

## Distribution
Eurasiatique : commun en Europe et moitié occidentale de l'Asie.

## Description

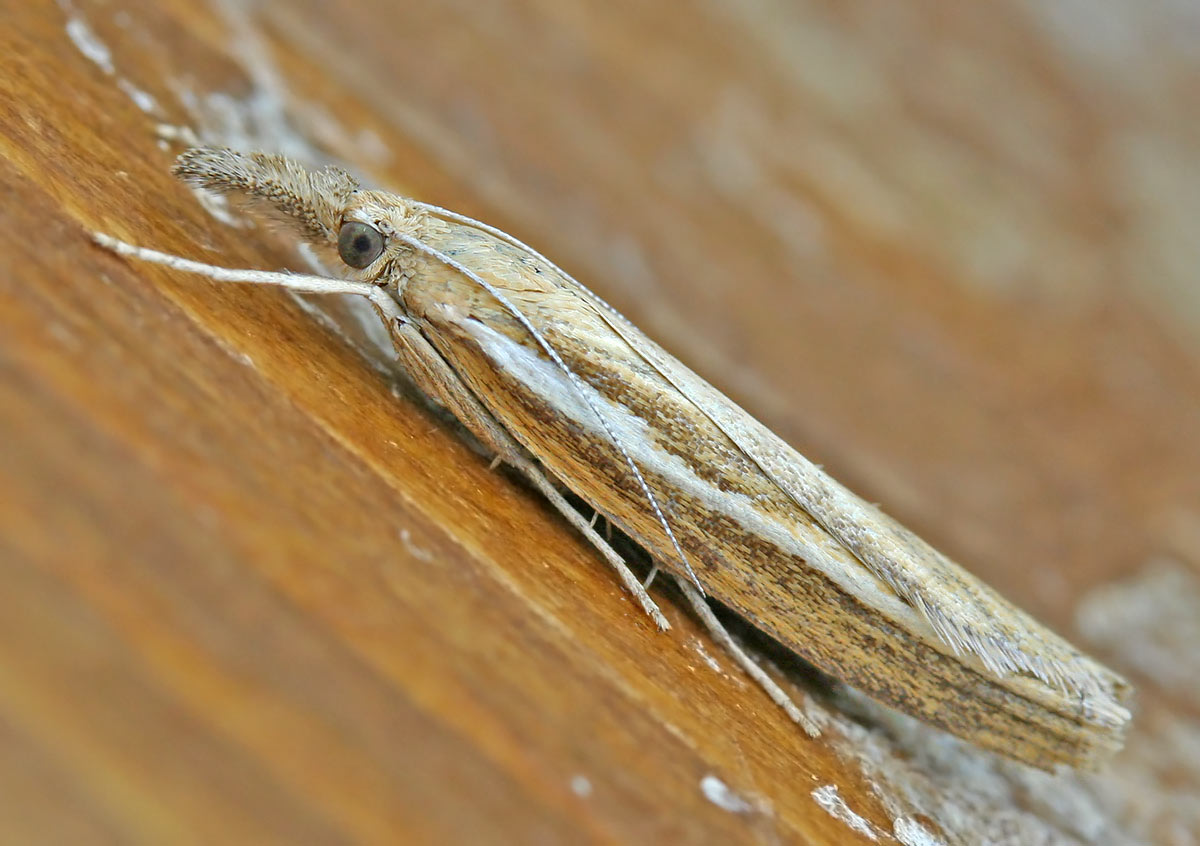
Agriphila tristella

L'envergure de l'imago varie de 22 à 30 mm. La couleur des ailes va du jaune paille au brun foncé, la strie médiane des antérieures du blanc nacré à l'orangé pâle. 

## Biologie
Le papillon vole d'avril à septembre selon la localisation. 
La chenille se nourrit à l'intérieur de la base des tiges de diverses poacées (graminées) comme celles des genres Poa et Deschampsia.